# Anatomia de la font

Les astes són traços verticals o diagonals, formen la part central de la majoria de les lletres. Les distàncies entre les línies de referència condicionen l'aspecte d'una família tipogràfica.

1) alçada de la x; 2) línia d'ascendents; 3) vèrtex; 4) línia base; 5) traç ascendent; 6) travesser; 7) asta; 8) gràcia; 9) cama; 10) espatlla, ventre, anell o arc; 11) contra-espai; 12) coll o lligadura; 13) trau; 14) orella; 15) travesser; 16) braç; 17) braç; 18) asta; 19) alçaria de la versal; 20) línia de descendents.

De manera sintètica, Thibaudeau classifica les fonts segons el traç principal i la gràcia.

Per anatomia de la font s'entén els elements gràfics que determinen l'aspecte formal de les lletres tipogràfiques. N'hi ha dos de fonamentals: el primer és necessari, el traç principal, que estructura la lletra i el segon que és decoratiu, la gràcia. Aquests dos elements són els que serveixen per a distingir els estils o les famílies tipogràfiques.

## Traç
Els traços són els components formals d'un caràcter. Els traços poden ser rectes, com en k, l, v, w, x i z, o corbats, com en c o s. Si són rectes, poden ser horitzontals, verticals o diagonals; si són corbats, oberts o tancats. Com a reminiscència de l'escriptura cal·ligràfica, els tipògrafs parlen d'una instroke, (cap a dins) quan es comença a escriure la lletra, com a la part superior de la c o la f i un outstroke, on la ploma va cap a fora, com a la part inferior de la c o la e.
El traç vertical principal s'anomena asta. La lletra m en té tres, les astes esquerra, mitjana i dreta. El traç central d'una s s'anomena espina. Quan el traç forma part d'una minúscula i s'eleva per sobre de l'alçada de la x, s'anomena ascendent. Les lletres amb ascendents són la b, d, f, h, k, i l. Un traç que cau per sota de la línia base és un descendent. Les lletres amb descendents són la g, j, p, q i y. Un cop d'arc s'anomena una espatlla o ventre, com a la part superior d'una R o de vegades només un arc, com en h, n i m. Un traç corbat tancat s'anomena un blanc intern com en b, d, o, p, q, D, O, P i Q; B té dos blancs interns. Un outstroke, com en j, y, J, Q i R es coneix com cua. El traç diagonal inferior en K s'anomena cama. Un traç curt i horitzontal, com al centre de, f i el traç mitjà de E o F, s'anomena barra o travesser. Els traços que connecten, com en A i H, o creuen altres traços, com en t, també es coneixen com travessers. Un traç horitzontal més llarg a la part superior o inferior, com en E T, s'anomena braç. La part inferior replegada de la g s'anomena trau; el traç molt curt a la part superior es diu orella. La i la j cada una té un punt. La unió de dos diagonals s'anomena vèrtex com en l'A (de caixa alta).
Diferents parts de les lletres s'han anomenat amb una sèrie de termes, sovint emprats per a descriure formes geomètriques o parts del cos. Les lletres tenen braços, peus, orelles, terminacions i, també, cues, vèrtex, anells. Les característiques de cada una d'aquestes parts acabaran de definir la lletra tipogràfica. Aquest vocabulari tècnic és d'ús molt restringit i no es disposa d'un consens absolut en denominar moltes d'aquestes parts.

## Gràcia
Les lletres finalitzen sovint amb una gràcia, acabament, terminació o serif (anglès). Una gràcia és la finalització en un extrem d'un caràcter de manera ornamental, prescindible. Les lletres de pal sec no disposen de gràcia. Depenent del disseny de la gràcia, les tipografies poden ser classificades pel seu pes, l'estil o també per la seva presència o absència. Alguns dissenys de lletres tenen acabaments que són més petits que les gràcies, anomenats spurs (de l'anglès). Una font emblemàtica en aquest sentit és la Copperplate Gothic.

## Espai
Les àrees d'espai negatiu (espai en blanc) formades per traços rectes o corbats s'anomenen contra-espais, blancs, contraformes o contrapunxons. Els contra-espais tancats es troben a les lletres: b, d, e, g, o, p, q, A, B, D, O, P, Q i R, i els contra-espais oberts a les lletres: c, e, f, h, m, n, r, s, t i u. El contra-espai tancat en e, també s'anomena un ull. Els angles de l'espai en blanc, com en w, s'anomenen corners (w té tres corners); el terme no s'utilitza per a angles de traços. El petit racó format per una gràcia, ja sigui corbat o angular, s'anomena bracket.

## Proporcions

Canvis en les proporcions, alçades i en la font de normal a monoespaiada. Una de les conseqüències és la pèrdua de la lligadura entre la f i la i.

Un canvi subtil en la proporció impacta en el pes, la percepció, la mesura i la llegibilitat. L'alçada del format de lletra en comparació amb la seva amplada del traç modifica la relació d'aspecte; un lleuger canvi de pes de vegades ajuda a crear èmfasi. La disparitat entre traços gruixuts i prims, es coneix com a estrès, altera la percepció òptica. Com a exemple, les primeres tipografies de sans serif utilitzaven traços de gruix constant, però els avenços tecnològics posteriors permeteren dibuixar traços més prims. El l'estil condensat ocupa menys espai que l'estil ampliat, de manera que tota una pàgina de text es pot reduir a mitja pàgina.
Hi ha altres factors que condicionen l'aspecte d'una família tipogràfica com les distàncies respecte les línies de referència. Tots els caràcters reposen sobre una línia anomenada línia base. L'alçada de la lletra x en minúscula s'agafa com a referència per a definir la línia mitjana de la font. La distància entre la línia mitjana i la línia base determina l'alçada de la x de la font. Algunes lletres com la p i la g presenten una part de la seva forma per sota de la línia base, per tant, aquestes lletres tenen el que s'anomena descendents però, lletres com l'A (de caixa alta), la f, o la t presenten una part per sobre de la línia mitjana, és a dir, tenen un ascendent. La relació entre l'altura de les majúscules i l'alçada de la x millora o disminueix la llegibilitat de les lletres.